# Szkocki Kościół Episkopalny

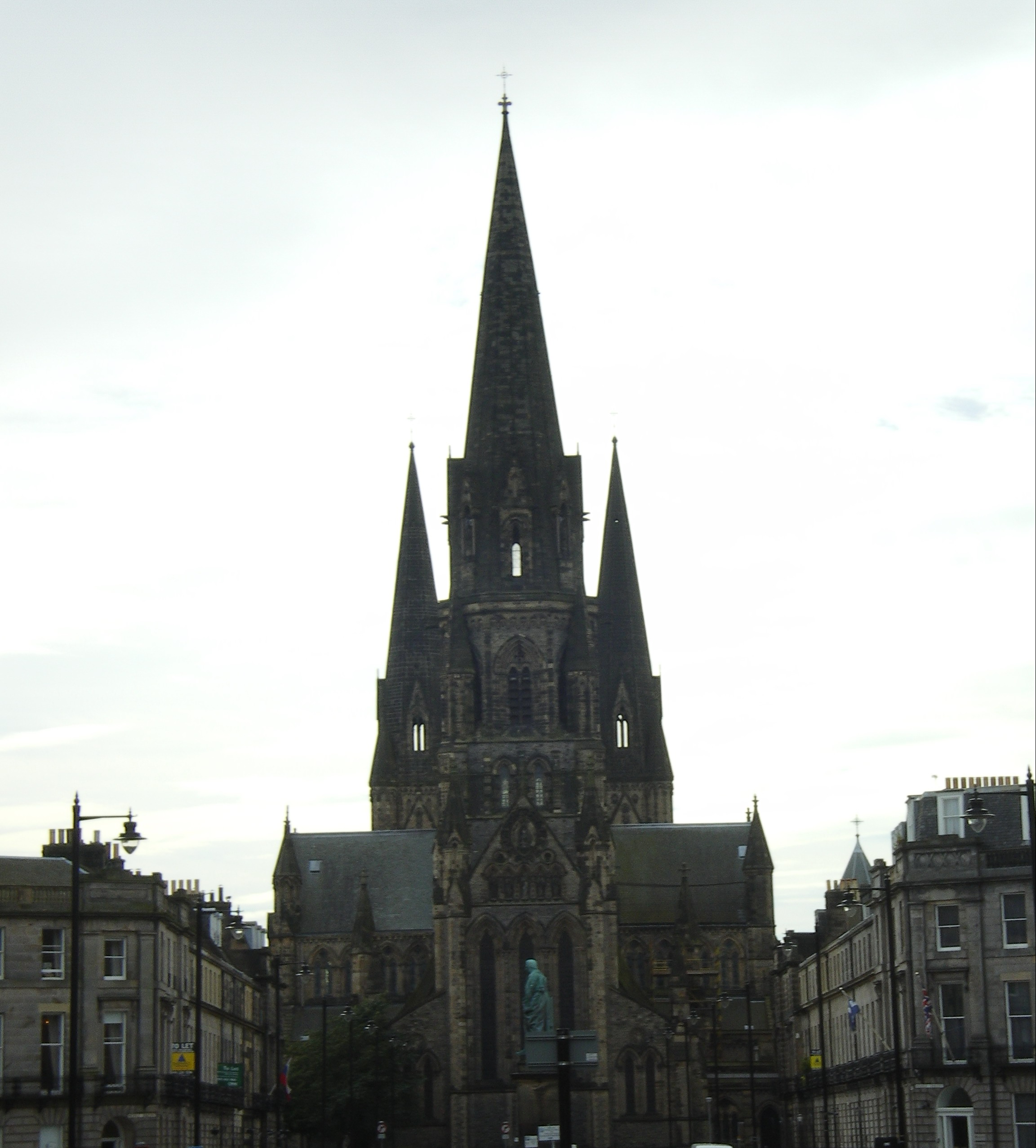
Katedra Diecezji Edynburg Szkockiego Kościoła Episkopalnego

Szkocki Kościół Episkopalny (ang. The Scottish Episcopal Church, gael. Eaglais Easbaigeach na h-Alba) – związek wyznaniowy działający na terenie Szkocji, zaliczany do Kościołów anglikańskich i przynależący do Wspólnoty anglikańskiej, a także do Wspólnoty Porvoo, grupującej dwanaście Kościołów anglikańskich i luterańskich.
Według danych Światowej Rady Kościołów z 2018 roku, Kościół liczy 28 647 wiernych, zaś jego duchowieństwo składa się ze 184 kapłanów.

## Teologia
Nauczanie Szkockiego Kościoła Episkopalnego sytuuje się w anglikańskim nurcie chrześcijaństwa. Oznacza to, iż na tle innych wyznań protestanckich, jest stosunkowo bliskie dogmatyce katolickiej. Najważniejsze prawdy wiary to:
- Jezus Chrystus był jednocześnie w pełni człowiekiem i w pełni Bogiem; umarł, a następnie zmartwychwstał;
- Jezus daje wierzącym drogę do życia wiecznego
- Stary i Nowy Testament zostały napisane przez ludzi działających z inspiracji Ducha Świętego;
- Dwoma najważniejszymi i niezbędnymi do zbawienia sakramentami są chrzest i eucharystia.
- Tzw. obrzędami sakramentalnymi (sakramentami, których otrzymanie nie jest niezbędne do zbawienia) są bierzmowanie, ordynacja, małżeństwo, spowiedź i namaszczenie chorych.
- Wiara w niebo, piekło i paruzję

## Organizacja
Podobnie jak wszystkie Kościoły anglikańskie, Szkocki Kościół Episkopalny uznaje honorowe zwierzchnictwo arcybiskupa Canterbury, które nie przekłada się jednak na jakiekolwiek kompetencje. Na czele Kościoła stoi jego prymas, wybierany przez synod spośród biskupów diecezjalnych. Prymas sprawuje przewodnictwo nad najważniejszymi instytucjami kościelnymi, a także wypełnia funkcję związane z reprezentowaniem Kościoła na zewnątrz. Nie posiada natomiast władzy kanonicznej nad biskupami diecezjalnymi. Od 2009 funkcję tę pełni bp Mark Strange. Każdy z biskupów jest jednocześnie metropolitą dla swojej diecezji. 
Na podział administracyjny Kościoła składa się siedem diecezji (w nawiasie podano miasta katedralne):
- Diecezja Aberdeen i Orkadów (Aberdeen)
- Diecezja Argyll i Wysp (Oban, Millport)
- Diecezja Brechin (Dundee)
- Diecezja Edynburga (Edynburg)
- Diecezja Glasgow i Galloway (Glasgow)
- Diecezja Moray, Ross i Caithness (Inverness)
- Diecezja St Andrews, Dunkeld i Dunblane (Perth)